# Isla de Ibo
Isla de Ibo (en portugués: Ilha do Ibo) es una pequeña isla de coral situada en la costa de la provincia de Cabo Delgado en el norte del país africano de Mozambique.
La isla tiene 10 km de largo por cinco de ancho y está urbanizado casi en su totalidad, encontrándose allí la villa de Ibo (vila do Ibo), capital del distrito del mismo nombre. Forma parte del Parque nacional de las Quirimbas (Parque nacional das Quirimbas).